# プリンセスソフト
プリンセスソフト（Princess Soft）は、株式会社オークスによるコンシューマーゲームのブランド。姉妹ブランドとしてNine's fox、Primavera（プリマヴェーラ）、Maid meets Catがある。主な代表作としては『D+VINE［LUV］』『モエかん』が挙げられる。

## 歴史
2001年にブランドデビューを果たす。主に美少女ゲームのコンシューマ移植版（非18禁）をリリースしていたほか、オリジナルタイトルも手掛けていた。一方で、『夢見師』や『熱帯低気圧少女』のように、一般向けゲームとして発表した作品をのちに18禁作品に作り変えて発売していた。
前述のオリジナルタイトルのうち『W〜ウィッシュ〜』と『Φなる・あぷろーち』の2作品はアニメ『プリンセスアワー』として、2004年10月からテレビ放送を行っていた。しかしながら、2009年に『キラ☆キラ』のPlayStation 2移植版をリリースさせた後、本ブランドは活動停止状態となっている。

## 作品一覧
（斜字表記は、移植元のブランド・原題）

### 2001年
- ふりむけば隣に （アイル「真・瑠璃色の雪〜ふりむけば隣に〜」）
- 恋よほう （ACTRESS「恋ようび」）
- ぬくもりの中で （エーテル「好きだよっ!」）
- D+VINE［LUV］ （アボガドパワーズ）
- 21 -Two One- （BasiL）

### 2002年
- ゆきんこ☆ばぁにんぐ （LiLiM「ゆきうさぎ」）
- SHADOW AND SHADOW （ケロQ「二重影」）
- WATER SUMMER （CIRCUS「水夏」）
- 夏色の砂時計
- メタルウルフ
- れでぃ☆めいど （Sweet Basil「めい☆ぷる」）

### 2003年
- はっぴ〜ぶり〜でぃんぐ 〜Cheerful Party〜 （Purple software「はっぴ〜ぶり〜でぃんぐ」）
- 君が望む永遠〜Rumbling hearts〜 （アージュ「君が望む永遠」）
- ファントム -PHANTOM OF INFERNO- （ニトロプラス）
- Cafe・LittleWish 〜魔法のレシピ〜 （ぱてぃしえ「Cafe Little Wish」）
- マージ 〜あの時の遠い約束を〜 （ACTRESS「マージ 〜MARGINAL〜」）
- SAKURA〜雪月華〜
- 夏色小町【一日千夏】 （Purple software「夏色小町」）
- Lost Passage 〜失われた一節〜 （DEEPBLUE「Lost Passage」）
- モエかん〜萌えっ娘島へようこそ〜 （ケロQ「モエかん」）

### 2004年
- てのひらを、たいように〜永久の絆〜 （Clear「てのひらを、たいように」）
- 3LDK♥ 〜幸せになろうよ〜 （DEEPBLUE「3LDK♥」）
- F 〜ファナティック〜
- W〜ウィッシュ〜
- Φなる・あぷろーち
- なついろ〜星屑のメモリー〜 （ACTRESS「なついろ〜星降る湖畔の夏休み〜」）

### 2005年
- 何処へ行くの、あの日 〜光る明日へ…〜 （MOONSTONE「何処へ行くの、あの日」）
- カフェ・リンドバーグ -summer season- （アイン「カフェ・リンドバーグ」）
- らぶドル 〜Lovely Idol〜
- まじかる★ている〜ちっちゃな魔法使い〜 （ぱてぃしえ「まじかる★ている」）
- ホームメイド 〜終の館〜 （CIRCUS Fetish「ホームメイド -Homemaid-」）
- 初恋 -first kiss- （RUNE「初恋」）
- 空色の風琴 Remix （THE LOTUS「空色の風琴」）
- Rune Princess
- WHITE CLARITY 〜And, The tears became you〜 （ACTRESS「WHITE CLARITY」）

### 2006年
- ふぁいなりすと
- メタルウルフREV
- つよきす 〜Mighty Heart〜 （きゃんでぃそふと「つよきす」）
- Quartett! 〜THE STAGE OF LOVE〜 （Littlewitch「Quartett!」）
- 保健室へようこそ （BunBun「保健室 〜マジカルピュアレッスン♪〜」）
- 夢見師 （H℃によりアダルトゲーム化）

### 2007年
- 許嫁
- Que 〜エンシェントリーフの妖精〜
- StarTRain -your past makes your future- （mixed up「StarTRain」）

### 2008年
- Φなる・あぷろーち2 〜1st priority〜
- 夢見白書〜Second Dream〜

### 2009年
- キラ☆キラ[1]  （OVERDRIVE「キラ☆キラ」）

## Maid meets Cat
- L@ve once（2010年）
  - L@ve once -mermaid's tears-（2011年）

## マスコットキャラクター
初代／ぷりんちゃん
キャラクターデザイン：いくたたかのん
2代目／プリンセス・レイナ&ぷっち、プリンセス・マリー&もんち
キャラクターデザイン：如月水（レイナ&ぷっち）、まりお金田（マリー&もんち）

## 社歌
'02「わたくちは セレブリティ」
作詞・作曲 - 桃井はるこ、編曲 - 小池雅也、歌 - UNDER17
'03「SWEET!!」
作詞・作曲 - tororo、編曲 - Angel Note、歌 - 野川さくら・新谷良子